# Персидская, Мария Сергеевна
Мария Сергеевна Персидская (род. 28 декабря 1991, Сергиевск, Самарская область) — российская дзюдоистка, чемпионка и призёр чемпионатов России, мастер спорта России международного класса (2011).

## Биография
Родилась 28 декабря 1991 года. Спортивную карьеру начинала в секции самбо в родном Сергиевске, куда её привёл отец.
Чемпионка России 2014 года в весовой категории до 48 килограммов (Ханты-Мансийск). В финале ею была побеждена Алана Лазарова. На следующий год достигла третьего места.
Победительница Всемирных военных игр (2015). Чемпионка мира среди военнослужащих (2016).

## Образование
В 2015 году окончила Самарский государственный экономический университет.

## Спортивные результаты
- Чемпионат России по дзюдо 2014 года — ;
- Чемпионат России по дзюдо 2015 года — ;
- Чемпионат России по дзюдо 2017 года — ;
- Кубок России по дзюдо 2018 года — ;
- Чемпионат России по дзюдо 2019 года — ;
- Кубок России по дзюдо 2019 года — ;